# Бои за Балаклею
Бои за Балаклею — эпизод контрнаступления Вооружённых сил Украины на территории города Балаклея, проходивший с 6 по 8 сентября 2022 года.

## Предыстория
После начала вторжения России на Украину за первые несколько дней ВС РФ смогли занять большую часть Харьковской области, в том числе ряд крупных населённых пунктов — Балаклею, Купянск и Шевченково. Так, сама Балаклея была взята без организованных боёв 3 марта. Начиная с марта основные бои в области были сосредоточены вокруг Изюма и Харькова.
За период с март по август 2022 года обе стороны добивались лишь ограниченных успехов на данном участке фронта — Россия смогла взять Изюм в апреле, а Украина окончательно обезопасить Харьков к началу мая. После этих событий линия фронта в Харьковской области по сути стабилизировалась, а внимание сторон было обращено на Донбасс.
Переломным моментом на территории Харьковской области произошло 6 сентября, когда ВСУ начали своё контрнаступление в Харьковской области, до этого воспользовавшись отвлечением российских войск на контрнаступление в Херсонской области.

## Боевые действия
После того, как украинские войска перешли в наступление 6 сентября 2022 года, первый удар войск пришёлся на Балаклею, в области которого были сосредоточены значимые силы Украины. По итогу, в этот же день ВСУ смогли ворваться в Вербовку — пригородное село к северо-западу от Балаклеи, создав уязвимое положение для российских войск вблизи прорыва. В итоге, стремясь остановить наступление украинских сил, а также хоть как-то замедлить и остановить их продвижение вглубь позиций, армия России начала взрывать мосты, считая, что украинские войска будут пытаться атаковать и взять штурмом город, однако те просто обошли его с фланга, дабы начать его осаду. На следующий день часть ВСУ продолжила стремительный прорыв, ударив в сторону Волохова Яра, а другая осадила город, войдя на окраины Балаклеи с востока, а к вечеру дойдя до центра города. По итогу, уже к вечеру 7-го числа и началу 8-го, город находился в осаде, а части Украины, войдя в город с востока, смогли единым быстрым ударом добраться до центральных улиц города. К полудню 8 сентября город окончательно был взят под контроль Украиной и его зачистка от российских военных в большей степени была завершена.

## Последующие события
После взятия города международные организации и СМИ смогли получить свободный доступ к городу, а Украина начала расследование событий, происходивших на оккупированных территориях, в том числе розыск коллаборантов.
Так, 14 сентября национальная полиция Украины обнаружила на территории полицейского участка Балаклеи (в подвале) пыточные помещения, где находилось до 40 мирных жителей. Однако, по словам местных жителей и предварительным данным, ВС РФ, по сравнению с Бучей или Ирпенем, были гораздо более сдержанными в рамках оккупации занятых земель и обращением с мирными гражданами.